# دالر كوزياييف
دالر كوزياييف (الروسية: Дале́р Адья́мович Кузя́ев، ‎ru‏؛ التتارية: Дәлир Адәм улы Хуҗаев; وُلد 15 يناير 1993) هو لاعب كرة القدم، من روسيا، ولد في نابريجنيي تشلني، شارك في كأس العالم لكرة القدم 2018، يلعب كلاعب وسط.

## روابط خارجية
- دالر كوزياييف على موقع الاتحاد الدولي (مؤرشف)  (الإنجليزية)
- دالر كوزياييف على موقع الاتحاد الأوربي (الإنجليزية)
- دالر كوزياييف على موقع قاعدة بيانات كرة القدم.إي يو (الإنجليزية)
- دالر كوزياييف على موقع ليكيب (الفرنسية)
- دالر كوزياييف على موقع ناشيونال فوتبول تيمز (الإنجليزية)
- دالر كوزياييف على موقع Soccerbase.com (لاعب) (الإنجليزية)
- دالر كوزياييف على موقع Soccerway.com (الإنجليزية)